# Trifluormethansulfinát sodný
Trifluormethansulfinát sodný (CF3SO2Na) je organická sloučenina, sodná sůl kyseliny trifluormethansulfinové. Ve směsi s terc-butylhydroperoxidem, sloužícím jako oxidační činidlo, se pod názvem Langloisovo činidlo používá k zavedení trifluormethylové skupiny do aromatických sloučenin s vysokou elektronovou hustotou; tato reakce probíhá radikálovým mechanismem.
Lze jej také použít k trifluormethylaci aromatických sloučenin s nízkou elektronovou hustotou, a to za dvoufázových podmínek. Této látce se podobá difluormethansulfinát zinečnatý, který je možné použít na zavedení difluormethylové skupiny do aromatických sloučenin za obdobných podmínek.
Při použití dimethylsulfoxidu (DMSO) jako oxidačního činidla lze trifluormethansulfinát sodný využít na přípravu β trifluormethylovaných alkoholů z alkenů.